# Temps cíclic

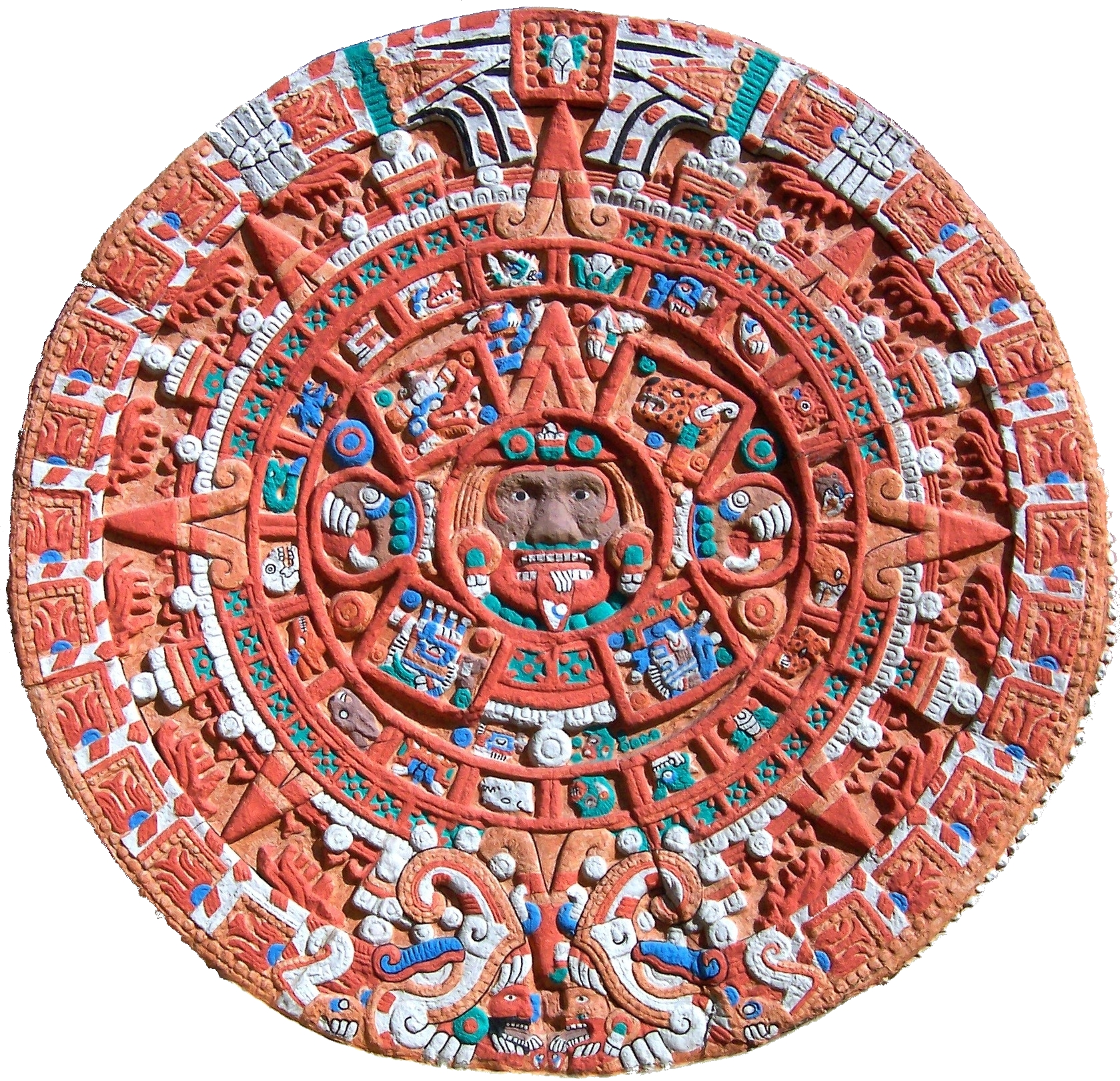
Calendari asteca.

El concepte de temps cíclic remet a la primera noció de temps desenvolupada en la història de l'home. L'ésser humà, sotmès a les lleis naturals, imagina el temps en funció d'això, és a dir, les estacions de l'any, els temps de grans sequeres i pluges, etc. Van ser principalment les cultures orientals les que van desenvolupar la filosofia del temps cíclic, encara que, d'altra banda, les cultures occidentals la van ampliar i aprofundir. En les cultures americanes també existeixen referències sobre una concepció circular del temps, i en general totes les cultures politeistes també estan relacionades amb aquesta filosofia.

## Temps cíclic en les primeres civilitzacions
El temps cíclic en els pobles nòmades i primeres civilitzacions resulta d'una profunda interacció entre natura i home fins al punt de determinar la idea de totalitat. Per Debord: El temps cíclic domina ja en l'experiència dels pobles nòmades, perquè es retroben davant les mateixes condicions en cada moment de la seva travessia.Hegel diu que el vagareig dels nòmades és només formal, ja que es limita a espais uniformes. S'alimenta al llarg espai d'aquesta concepció de temps la idea de l'etern retorn  on fins al mateix esperit torna a començar. A la primera circularitat apareix un  temps mític  que es caracteritza per l'absència de valor de la temporalitat. Això va ser una característica permanent en els primers pobles; segles després és quan apareixeria una estructuració major; element rupturista clau va ser el sorgiment de l'agricultura i el misticisme. Sota aquests misteris, la naturalesa és sacralitzada i això dona pas a mites fundacionals que donen pas a les primeres grans cultures. Els egipcis i els maies van culminar amb una història marcada pels temps de la natura i la fantasia. En això és vital el calendari.

## Temps cíclic oriental
La concepció hindú, que integra la idea de la reencarnació com a necessitat que l'home es posi a prova i exerciti, al llarg d'innombrables vides i en diverses circumstàncies i experiències allò que somia, allò que desitja, fins a forjar en si mateix una realitat més profunda i evolucionada, sembla que veu l'home com qui es desplaça sobre els esdeveniments i civilitzacions, encara que en el fons concep al mateix temps com una cosa que corre sota els seus peus, de manera que les experiències que se succeeixen en aquesta vida o en diverses serveixen a la comprensió profunda de la consciència imperible de l'home interior, aquell que som més enllà de les vestidures que anem adquirint en cada vida particular. A la Xina hi va haver un coneixement similar al maia, però, la majoria dels documents van ser cremats només tenint vagues registres al segle ix aC.

## Monoteisme i arribada del temps lineal
Els antics babilonis i després els grecs van marcar una mena de transició en la concepció cíclica del temps a través de la idea d'esdeveniment. En els grecs la noció de canvi i permanència va estar influït pel contacte cultural, principalment jueu amb el desenvolupament complex de temps present a la càbala. No obstant això, no serà sinó fins a l'arribada del cristianisme on emergeixen amb força les idees de temps lineal jueves i que serien fonamentals per a les bases d'occident i la seva idea de progrés. Per a alguns autors, la caiguda de la modernitat (o ascensió de la postmodernitat, segons en enfocament) significa també la fi del temps lineal per occident. Per a altres autors la concepció del temps cíclic és també característica del judeocristianisme, mentre que a la fi dels temps la mà de Déu haurà d'establir una nova era daurada o un nou Edèn per a la humanitat.

## El temps cíclic en les diferents cultures

### Cultura Maputxe
De manera llavors que el temps en el món maputxe no és unidireccional de passat a futur, sinó que bidireccional. El futur pot estar enrere i el passat endavant o viceversa. L'home indígena viu el present en una realitat de continu moviment cíclic de la naturalesa i de la seva cultura. El We tripantu de la nació maputxe, és un renaixement natural, el terme de l'any és l'inici d'una nova vida i no la suma d'anys acumulats. L'Univers indígena és una xarxa viva per la qual circula en tot moment l'energia, i la informació sota un ordre autoregulat per la mateixa naturalesa de les coses. En el pensament indígena tot aquesta interconnectat, res està separat del tot.

### Antic Egipte
A l'antic Egipte no es percebia el temps com una magnitud ordenada que transcorregués cap al futur, sinó com un fenomen dotat de dos aspectes: la repetició cíclica i la durada eterna (el «neheh» y la «djet»).